# Xylopteryx cowani
Xylopteryx cowani là một loài bướm đêm trong họ Geometridae.